# Cresera iloides
Cresera iloides là một loài bướm đêm thuộc phân họ Arctiinae, họ Erebidae.